# Woody Brown
Woody Brown (n. 26 de febrero de 1956 en Dayton, Ohio) es un actor estadounidense, conocido por su papel como Skipper Weldon en Flamingo Road, y por su papel de Danny en la película The Acussed (1988).
Sus créditos de televisión incluye: Love of Life, The Love Boat, Knight Rider, The Facts of Life, Dinasty, JAG y Roswell.